# アル・アクサ殉教者旅団
アル・アクサ殉教者旅団（アラビア語: كتائب شهداء الأقصى, Katāʾib Shuhadāʾ al-Aqṣā, カターイブ・シュハダー・アル＝アクサー、実際の発音：カターイブ・シュハダーイ・ル＝アクサー、英語: al-Aqsa Martyrs' Brigades、直訳は「アル＝アクサーの殉教者たちの旅団（すなわちアル＝アクサー殉教者旅団）」）は、パレスチナ解放機構（PLO）主流派ファタハ系の武装組織である。
2000年9月28日、イスラエルのリクード党首で外相のアリエル・シャロン（後に首相）が、1000人の武装した護衛と共に東エルサレムのアル＝アクサー・モスクを訪問したことがきっかけで始まった第2次インティファーダ（アルアクサ・インティファーダ)の後に結成された。